# أنوماليسا
أنوماليسا هو فيلم كوميدي تم إنتاجه في الولايات المتحدة وصدر في سنة 2015. الفيلم من إخراج تشارلي كوفمان من بطولة جينيفر جيسون لي.

## الميزانية والإيرادات
بلغت تكلفة إنتاج الفيلم حوالي 8 ملايين دولار بينما حقق إيرادات تقدر بـ 550762 دولار.

## وصلات خارجية
- أنوماليسا على موقع IMDb (الإنجليزية)
- أنوماليسا على موقع ميتاكريتيك (الإنجليزية)
- أنوماليسا على موقع روتن توميتوز (الإنجليزية)
- أنوماليسا على موقع ألو سيني (الفرنسية)
- أنوماليسا على موقع Turner Classic Movies (الإنجليزية)
- أنوماليسا على موقع بوكس أوفيس موجو (الإنجليزية)
- أنوماليسا على موقع فيلمافينيتي (الإسبانية)
- أنوماليسا على موقع قاعدة بيانات الفيلم (الإنجليزية)
- أنوماليسا على موقع ليتربوكسد (الإنجليزية)
- أنوماليسا على موقع كينوبويسك (الروسية)